# Katarzyna Durak
Katarzyna Durak (ur. 28 grudnia 1980) – polska lekkoatletka, biegaczka długodystansowa.

## Kariera
Srebrna medalistka mistrzostw Polski w półmaratonie (2011) oraz mistrzostw kraju w maratonie (2012).